# 送り掛け
送り掛け（おくりがけ）とは、相撲の決まり手の一つである。2000年12月に追加された。相手の背後に回り込み、自分の足を相手の足に掛けて相手を倒す技。この時、内掛け、外掛けは問わない。
決まり手制定以降、2017年春場所9日目、三段目の翠富士が神嶽戦で決めている。幕内では2019年5月場所9日目で照強が千代丸に対して決めた1例のみが記録されている。